# Eli Manning
Eli Manning, właściwie Elisha Nelson Manning, (ur. 3 stycznia 1981 roku w Nowym Orleanie) to amerykański sportowiec, zawodnik futbolu amerykańskiego grający na pozycji quarterbacka w drużynie New York Giants w lidze NFL. Został wybrany z numerem 1 w drafcie w 2004 roku.
Jest synem byłego quarterbacka NFL Archie Manninga oraz bratem quarterbacka drużyny Denver Broncos, Peytona Manninga.
Eli Manning został wybrany najbardziej wartościowym graczem meczu Super Bowl XLII, w którym wraz z drużyną New York Giants zdobył mistrzostwo ligi NFL w 2008 roku. Został także uznany za MVP wygranego przez New York Giants Super Bowl XLVI.